# Söderåkra
Söderåkra – miejscowość (tätort) w Szwecji, w regionie administracyjnym (län) Kalmar, w gminie Torsås.
Według danych Szwedzkiego Urzędu Statystycznego liczba ludności wyniosła: 943 (31 grudnia 2015), 940 (31 grudnia 2018) i 953 (31 grudnia 2019).
W okolicy znajduje się kościół założony pod koniec XVIII wieku, centrum handlowe, szkoła, przedszkole, stolarnia, klub piłkarski, nauka jazdy konnej oraz kompleks sportowo-wypoczynkowy o nazwie `Möre`, w którego skład wchodzą: hotel, basen, siłownia, klub fitness oraz pole golfowe i niedaleko położony kort tenisowy. W mieście tym jest również dom starców i przychodnia zdrowia. Odległość od morza wynosi około 3–6 km.